# إيوري ياجامي
يوري أو إيوري ياجامي (باليابانية:八神庵) هو شخصيّة من لعبة فيديو ملك المقاتلين الّتي أطلقتها شركة شين نيهون كيكاكو.
ظهرت الشّخصية لأوّل مرّة في ملك المقاتلين كقائد لفريق «ريفلس 94»، كعدوّ أوّل لهم، ومنافس لاحقًا لـ كيو كوساناجي، وهو الوريث لعائلة ياجامي.

## التّصميم

### الأصول
يعتمد اسم إيوري بشكل كبير على المخلوق الأسطوريّ اليابانيّ ياماتا نو أوروتشي. على عكس حياة كيو، قرّرت «إس إن كي» الحفاظ على حياة إيوري الخاصّة على الرّغم من وجود بعض الموادّ الّتي تذكر أنّ له أقارب. كان أحد الأهداف المُخطّط لها لـ«ملك المقاتلين 95» هو تقديم إيوري بشكل صحيح كمنافس لـ«كيو كوساناجي». ووفقًا لمصمّمي شخصيته، فإنّ إيوري وجوانب من شخصيّته مثل عباراته وحركاته الفريدة «كسرت قالب الشّخصيّات في ألعاب القتال في ذلك الوقت».
مثل كيو، تمّ تصميم العديد من جوانب إيوري، بما في ذلك لقبه وقدراته، لربطه بالأسطورة اليابانيّة ياماتا نو أوروتشي، وبعد مشاهدة ردود فعل المعجبين في اختبار الموقع الأوّلي للعبة «ملك المقاتلين 95»، توقّع العديد من الموظّفين أنّ شخصيّة إيوري ستحظى بشعبيّة. وقد كان أحد الموظّفين سعيدًا لأنّه ضمن مُناسبةٍ لـ«مَلك المقاتلين الثّالث عشر» في 25 آذار/ مارس 2010م، ذكّره العديد من المعجبين بأنّ اليوم هو عيد ميلاد إيوري وفقًا لملفّه الشّخصيّ الرّسمي.
قام يويشيرو هيراكي بعمل فنّ البكسل في إيوري، ورغم تركه العمل في «إس إن كي» للعمل في مشروع آخر بعد بضع سنوات، طلب من كانام فوجيوكامن كابكوم العمل مرّة أخرى على تصميم الشّخصيّة للعبة القتال المتقاطعة كابكوم: «معركة الألفيّة 2000».
قُدِّمَ إيوري في «ملك المقاتلين 95» كقائد لفريق يتألّف من: بيلي كين، إيجي كيساراجي وإيوري نفسه، ويتشارك كلّ عضو في التّنافس مع شخصيّة أخرى في اللّعبة.
رغم أنّ الموظّفين عملوا بجد لإقناع رؤسائهم في «إس إن كي»، إلّا أنّ توصيف إيوري جعلهم يتجاهلون الفريق ضمن المباراة التاّلية في السّلسلة. عند نهاية المنافسة، يخون إيوري بيلي وإيجي، وقد أثار ذلك غضب مطوّري فنّ القتال؛ لما فعله إيوري بشخصيّتهم.
إيوري هائج بسبب دمّ شيطان الأوروتشي بداخله، هذا الإصدار من الشّخصيّة، المّسمّى رسمّيّاً «أوروتشي إيوري»، تمّ التّلميح إلى أنّه كان موجودًا قبل ظهوره لأوّل مرّة في «ملك المقاتلين 97»، صُمِم هذا الشّكل من إيوري للتّغلّب بسهولة على الشّخصيّات الأخرى.
صرّح تويوهيسا تانابي، مُدير السّلسلة الرّئيسيّ، أنّ الموظّفين كانوا متردّدين في البداية في إضافة هذا الإصدار من إيوري إلى قائمة المُسلسل؛ كانوا قلقين بشأن ردود فعل المعجبين لكنّهم فعلوا ذلك لإضافة المزيد من التّأثير إلى ذروة ملحمة أوروتشي.
كان تانابي سعيدًا بشكل خاصّ لرؤية ردود الفعل المفاجئة من المعجبين على هذا الشّكل خلال «ملك المقاتلين 97» في اختبار الموقع.
تمّ إدراج صديقة أيضًا في «ملك المقاتلين 95» و«ملك المقاتلين 99» و«ملك المقاتلين 2000». ثمّ بدءًا من «ملك المقاتلين 2001» وكلّ إدخال بعد ذلك، يتمّ سرد المساحة على أنّها «لا شيء»، علّق موظّفو «إس إن كي»«بأنّه من الغريب أنّه لم يعد لديه صديقة بعد الآن!».

### التطوير
خلال مراحل التّطوير المُبكّرة لـ «ملك المقاتلين 99»، خطّطت شركة «إس إن كي» لاستبعاد إيوري وكيو من اللّعبة بغرض تركيز القصّة على بطل الرّواية الجديد، «كيه». لقد اتّخذوا هذا القرار بسبب شعبيّة الشّخصيّات؛ إنّ الظّهور المُتكرّر لـ إيوري وكيو وشخصيّات «إس إن كي» العاديّة الأخرى في السّلسلة كان بإصرار من المسوّقين والمخطّطين الرّئيسيّين، ممّا يجعل من الصّعب تحديد قصّة لكلّ عنوان.
نظرًا لشعبيّة إيوري بين المعجبين، قال بعض المصمّمين الرّئيسيّين للسّلسلة إنّ إيوري «يصعب رسمه»، وقال الرّسام شينكيرو إنّه يعتقد «أنّ إيوري كان أحد أعنف الشّخصيّات في السّلسلة بسبب تسريحة شعره!» تمّ التّعبير عن مشاعر مماثلة من قبل المصوّر بليد تونكو.
صرّح منتج ماكسيموم إمباكت فالكون أنّ محاولة تغيير تصميم «لا يُمكن المساس به» مثل تصميم إيوري يضعه تحت ضغط شديد، وذكر أنّ إنشاء تصميم إيوري البديل الّذي يظهر في سلسلة ماكسيموم إمباكت كاد يُشعره بأنّه «لا يُغتفر» لأنّه شعر بعدم التّأكّد من ردّ فعل المعجبين على التّغيير.
بالنّسبة للمظهر الخارجيّ للشّخصيّة، تمّ تغيير تسريحة شعر إيوري المميّزة بشكل كبير؛ طوال السّلسلة، يتكوّن زيّه العاديّ من سترة قصيرة وسروال عبوديّة؛ ويمكن إحداث عدد متنوّع من الأشكال المختلفة للصّورة فقط دون تغيير تصميمه أوتعديل ألوانه.
أثناء عمل «ملك المقاتلين الرّابع عشر»، أراد نوبويوكي كوروكي إعادة تصميم إيوري، باستثناء شعر الشّخصيّة، ابتكر مُصمّم الشّخصيّات إيسوكي أوغورا زيّاً جديدًا لـ إيوري وطلب من المُصمم التّركيز على رجولته وإيلاء اهتمام وثيق لطريقة تصميم عيون الشّخصيّة. أثار هذا التّصميم الجديد، جنبًا إلى جنب مع كيو، الجدل عندما تمّ الكشف عنه، قال مدير ملك المقاتلين XIV، ياسويوكي أودا، إنّ الفريق أراد أن يكون للشّخصيّات مظهر جديد لأنّ اللّعبة تدور في قصّة أخرى.
في مقابلة مع الممثّل الصّوتيّ اليابانيّ كونيهيكو ياسوي، علّق بأنّه يشعر بالمسؤوليّة كممثل صوتيّ عن أدائه لشخصيّة إيوري، مع الحرص على أن يبدو مختلفًا في كلّ جزء كوسيلة لتطوير وحماية إنسانيّة شخصيّته. تمّ استبدال ياسوي بـ تاكانوري هوشينو بدءًا من «ملك المقاتلين الرّابع عشر»؛ وقال هوشينو أنّه مسرور لكونه الممثّل الصّوتيّ الجديد للشّخصيّة، وشكر «إس إن كي».

### أسلوب القتال
عند القتال، يستخدم إيوري «أسلوب ياغامي لفنون الدّفاع عن النّفس القديمة» بالإضافة إلى فنّ يُسمّى «الغريزة النّقيّة» والّذي يتضمّن استخدام اللّهب الأزرق.
تُعرف أقوى تقنياته باسم Kin 1211 Shiki : Yaotome (禁 千 弐 百 拾 壱 式 ・ 八 稚女) في «ملك المقاتلين الثّالث عشر»، تمّ تعديل آليّات اللّعب في إيوري لتصبح المقاتلة قريبة المدى.
بعد فقدان تقنيات الاشتعال، أُضيفت إلى إيوري حركات وحشيّة باستخدام أظافره للتّأكيد على ضراوته.
وأصبحت أقوى تقنيّة لـ إيوري هي "Forbidden 1218 Shiki: Yatagarasu" (禁 千 弐 百 拾 八 式 ・ 八 咫 烏)، وهي حركة جديدة تُركّز على التّوليفات العنيفة، والتي قتل عبرها زملائه في الفريق.
مُخطّط الألوان لإيوري في اللّعبة يتطابق مع ملابسه الكلاسيكيّة. أثناء تطوير اللّعبة، تمّت إضافة التّفاصيل لزيادة أوجه التّشابه وتمّ تصميم الإصدار، الّذي يتميّز بتقنياته الكلاسيكية، لتجنّب تجاوز إيوري الحاليّ، حتّى يتمكّن اللّاعبون من اختيار أسلوب القتال الّذي يفضّلونه في اللّعبة، وتمّ التّأكيد على هذا بشكل أكبر في إصدار وحدة التّحكّم من «ملك المقاتلين الثّالث عشر»، حيث تمّ تعديل مجموعة حركات إيوري لتحقيق توازن أفضل من خلال عدم استخدام تقنياّت الاشتعال.
كمحتوى قابل للتّنزيل في «ملك المقاتلين الثّالث عشر»، أضافت «إس إن كي» إيوري ياجامي الّذي يُمكنه استخدام اللّهب ضمن أسلوبه القتاليّ، كان من المفترض أن يكون هذا الإصدار مبتكرًا بدلاً من جعله يبدو مثل شخصيّة إيوري في «ملك المقاتلين 95» الكلاسيكيّة. على الرغم من كونه نفس الشخص، إلا أن أسلوب اللعب عبر لهيب إيوري يختلف اختلافًا كبيرًا عن إيوري العادي الذي تتضمن هجماته قتالًا يدويًا. ومع ذلك، فقد كانت خطّة ذكيّة من «إس إن كي» لتجنّب التّغلّب على الشّخصيّة عند استكشاف تحرّكاته الخاصّة.
وأُعطيت له بعض الحركات المميزة من أجل منح اللاعب خيارات متعددة من التكتيكات، وتم إنشاء Neo Max لإثارة إعجاب اللاعبين حتى ينجذبوا لاستخدام هذا الإصدار من الشخصية.
في كوفكسيف، تأثرت أيضًا أوامر تحركات يوري؛ واحدة من أقوى هجماته، وهي Ura 316 Shiki Saia (裏 316 裏 参)، التي تتطلب مهارة عالية من اللاعبين العاديين لأن«إس إن كي» حاولت موازنة الشّخصيات؛ إذ أرادوا الحفاظ على أسلوب لعبها سليمًا لتجنّب ردّ فعل المعجبين.

## الظهور

### في ألعاب الفيديو

#### في ألعاب ملك المقاتلين
إيوري شخص عنيف وساديّ يعاني من صدمة بسبب ماضي عشيرته.
في العصور القديمة، كانت عشيرة ياجامي تُعرف باسم ياساكاني الّذين قاموا، بمساعدة عشيرتي ياتا وكوساناجي، بحبس شيطان أوروتشي. مع مرور الوقت، سئم الياساكاني من العيش في ظلّ الكوساناجي وأبرموا اتّفاق دم مع الأوروتشي الّذي أعطاهم سلطات أكبر لكنّه لعنهم وأحفادهم إلى الأبد.
أعاد الياساكاني تسمية عشيرتهم لتُصبح ياجامي وشرعوا في تدمير كوساناجي بقواهم الجديدة، لكنّ اللّعنة تسبّبت في وفاة كلّ وريث لياغامي صغيرًا وموت كلّ أم أثناء الولادة.
أصبح إيوري مهووسًا بمقاتلة غريمه كيو، متجاهلًا ماضي عشائرهم. نتج عن هذا أحيانًا مساعدة إيوري لـ كيو من أجل هزيمة أعدائه وإنهاء معاركهم.
للعثور على كيو، يدخل إيوري أحيانًا في بطولات ملك المقاتلين ويستخدم زملائه في الفريق كأدوات للوصول إليه.
ظهر إيوري ياجامي لأوّل مرّة في «ملك المقاتلين 95»، ودخل في دورة سنويّة كقائد للفريق المنافس مع بيلي كين وإيجي كيساراجي.
عرف إيوري أنّه من المتوقّع أن يكون كيو هو وريث عشيرة كوساناجي. بعد فشل فريق إيوري في هزيمة فريق كيو، يخون إيوري زملائه في الفريق. في لعبة الفيديو التّالية، يتعاون إيوري مع امرأتين، خادمات لشيطان الأوروتشي.
خلال «ملك المقاتلين 96»، التقى إيوري بشيزورو كاجورا، وريث عشيرة ياتا الّذي يريد جمع كيو وإيوري في فريقه لحبس الأوروتشي من جديد. وقاموا بهزيمة جوينيتز التّابع لأوروتشي، لكن إيوري و كيو لم يكونا متّفقين مع الفكرة.
عندما يغادر إيوري مع زملائه في الفريق، لا يمكنه التّحكّم في قوّة الأوروتشي عند اندفاعه، ممّا يؤدّي إلى وفاتهم.
خلال «ملك المُقاتلين 97»، يُهاجم إيوري أعضاء الفريق الآخرين ويظهر كشخصيّة فرعيّة في اللّعبة، اعتمادًا على الشّخصياّت الّتي يستخدمها اللّاعب. ثمّ ينضمّ لاحقًا إلى شيزورو وكيو لمواجهة وحبس الأوروتشي.

## أُنظر أيضاً
- كيو كوساناغي
- آش كريمسون